# 崔衡
崔 衡（さい こう、435年 - 488年）は、北魏の官僚。字は伯玉。本貫は清河郡東武城県。

## 経歴
崔寛の長男として生まれ、若くして孝行で知られた。崔浩の書を学んで、その学問を継承した。466年（天安元年）、抜擢されて内秘書中散となり、献文帝の下す詔命や御覧する書を担当して、それらの多くは崔衡の手になるものとなった。崔衡は李沖・李元愷・程駿らを推挙して、当時に称揚された。476年（承明元年）、内都坐令に転じ、訴訟をよくさばいて、孝文帝に賞賛された。478年（太和2年）、武陵公の爵位を嗣ぎ、鎮西将軍の号を受け、給事中に転じた。孝文帝が巡狩すると、崔衡は大都督長史となった。故事を引いて防衛の準備方法を説き、便国利民の策50条あまりを上奏した。鎮西将軍のまま泰州刺史に任じられ、斉郡公に爵位をうつされた。先立って河東郡では飢饉が起こり、反乱が勃発していた。崔衡が河東に赴任すると、漢の龔遂の方法に学んで、農業や養蚕を推奨し、1年のあいだに反乱を終息させた。488年（太和12年）、死去した。享年は54。散騎常侍・左光禄大夫・鎮西将軍・冀州刺史の位を追贈された。諡は恵公といった。

## 子女
5人の男子があった。
- 崔敞（長男。字は公世。斉郡公の爵位を嗣ぎ、斉郡侯に降格された。謁者僕射から、平原国の相として出された。済州刺史の楊椿とともに大臣の更迭を訴えて、免官された。宣武帝の初年に鉅鹿郡太守となったが、弟の崔朏が元愉の乱に参加して処刑され、崔敞は黄木軍主の韓文殊にかくまわれた。一家は官爵と財産を奪われたが、ひとり崔敞の妻の李氏は、公主の姪であったため免れた。正光年間に禁錮を解かれ、崔敞は斉郡侯の爵位を戻され、龍驤将軍・中散大夫にの位を受けた。孝昌年間に趙郡太守となり、死去した）
- 崔鍾（字は公禄。奉朝請となった。弟の崔朏が元愉の乱に参加して処刑されると、崔鍾は罪に連座して失脚し、後に原職に復帰した。尚書郎・国子博士・司徒右長史・征北将軍・金紫光禄大夫・冀州大中正を歴任した。兄の崔敞の死後、崔鍾はその財産を奪うために、崔敞の子の崔積ら3人を誣告して、兄の子ではないと主張し、訴訟は連年に及んで、人士に恨まれた。爾朱世隆の下で尚書令となり、退官を願い出ると、その後は官につかなかった）
- 崔朏（学問を好み、文才があった。治書侍御史を経て、京兆王元愉の下で録事参軍となった。元愉の乱に同調して、処刑された）

## 伝記資料
- 『魏書』巻24 列伝第12
- 『北史』巻21 列伝第9